# Суфгания
Суфгания́ (ивр. סופגניה‎, мн.ч. סופגניות суфганиёт) — пончики, которые в Израиле принято есть на еврейский праздник Ханука. Аналогично картофельным драникам (ла́ткес) в ашкеназской традиции, суфгания является традиционным ханукальным блюдом в некоторых сефардских общинах (и называется на языке ладино buñuelos).
Корень слова «суфгания» в иврите — сфог (ивр. ספוג‎) «губка» — указывает на мягкое и пористое тесто пончика. Символическое значение суфгании на Хануку — блюдо, которое готовится с большим количеством масла. (Праздник Хануки посвящён преданию о том, как однодневного запаса храмового масла хватило на восемь дней.)
Суфгания обжаривается в масле, после чего внутрь теста вводится желе или повидло, и готовое блюдо покрывается сахарной или шоколадной глазурью.
По заявлениям крупнейшей израильской пекарни Angel Bakeries, на протяжении восьми дней Хануки они жарят более 250 000 суфганиёт каждый день.